# نوواوستینوفکا
نوواوستینوفکا (به لاتین: Novoustinovka) یک منطقهٔ مسکونی در روسیه است که در باشقیرستان واقع شده‌است.